# 九龙镇 (中牟县)
九龙镇，是中华人民共和国河南省郑州市中牟县下辖的一个乡镇级行政单位，由郑州经济技术开发区代管。

## 行政区划
九龙镇下辖以下地区：
九龙村、八里湾村、太平庄村、东贾村、肖庄村、国庄村、西贾村、祥云寺村、后魏村、谢庄村、王庄村、老张庄村、小李庄村、大关庄村、小关庄村、前王村、后王村、祥付卢村和席庄村。